# Llorenç Serra Ferrer
Llorenç Serra Ferrer (Sa Pobla, 5 maart 1953) is een Spaans voetbalcoach. Sinds 2010 heeft hij een bestuursfunctie bij RCD Mallorca.
Serra Ferrer speelde zelf nooit op hoog niveau als voetballer. Van 1982 tot 1985 trainde hij het B-team van Real Mallorca, en na een korte interim in 1984 was hij van 1985 tot 1993 werkzaam als hoofdtrainer van de club. Hierna volgde een periode bij Real Betis. Bij FC Barcelona behoorde hij tussen 1997 en 2000 tot de trainingstaf van Louis van Gaal. Na het vertrek van de Nederlander, werd Serra Ferrer zelf hoofdcoach van FC Barcelona. Hij had weinig succes en nog voor het einde van het seizoen 2000/2001 werd hij ontslagen. Zijn vervanger was Carles Rexach. In 2004 kwam Serra Ferrer terug bij Real Betis en met de club uit Sevilla won hij in het seizoen 2004/2005 de Copa del Rey. Bovendien werd de Champions League bereikt door vierde te eindigen in de Primera División. In 2006 vertrok Serra Ferrer naar het Griekse AEK Athene, waar hij tot 2008 trainer was. 